# La Chapelle-Gaceline
La Chapelle-Gaceline (bretonisch Ar Chapel-Wagelin) ist eine Ortschaft und eine ehemalige französische Gemeinde mit 768 Einwohnern (Stand: 1. Januar 2022) im Département Morbihan in der Region Bretagne. Sie gehörte zum Arrondissement Vannes und zum Kanton Guer.
Mit Wirkung vom 1. Januar 2017 wurden die früheren Gemeinden La Chapelle-Gaceline, La Gacilly und Glénac zur namensgleichen Commune nouvelle La Gacilly zusammengeschlossen und haben in der neuen Gemeinde den Status einer Commune déléguée. Der Verwaltungssitz befindet sich im Ort La Gacilly.

## Geographie
La Chapelle-Gaceline liegt rund 17 Kilometer nördlich von Redon im Osten des Départements Morbihan.
Nachbarorte sind Carentoir im Nordwesten, Sixt-sur-Aff im Südosten sowie La Gacilly im Südwesten.

## Geschichte
Die frühere Gemeinde entstand am 17. Januar 1874 durch Abspaltung von Carentoir.

## Bevölkerungsentwicklung
| Jahr      | 1962 | 1968 | 1975 | 1982 | 1990 | 1999 | 2012 |
| Einwohner | 849  | 453  | 447  | 459  | 514  | 502  | 778  |

## Sehenswürdigkeiten
- Kirche Saint-Pierre von 1852
- Schloss Du Boschet (1905)
- Rathaus
- Kapelle Saint-Joseph aus dem 17. Jahrhundert
- Fefasste Quelle Saint-Pierre in La Gree Guerin
- Zwei Wegkreuze und ein Brotofen (19. Jahrhundert)

## Dialekt
La Chapelle-Gaceline gehört zu dem Gebiet der Bretagne, in dem Gallo gesprochen wurde.